# Ligne de tramway F (TELB)
Pour les articles homonymes, voir Ligne F.
La ligne F est une ancienne ligne du tramway de Lille.

## Histoire
La ligne F  ouverte en 1876 sur le réseau originel de Lille à traction hippomobile reliait la Grand'Place au pont du Lion d'Or par la rue Faidherbe, la place de la gare, la rue des Buisses, la rue du Vieux-Faubourg, la porte de Roubaix, la rue du Faubourg-de-Roubaix. Elle est prolongée en traction à vapeur en 1880 jusqu'à la Grand-Place de Roubaix par Mons-en-Barœul .
Elle est convertie en traction électrique vers 1903 et prolongée jusqu'à la place de Tourcoing (actuelle place du Maréchal Leclerc) en passant par la rue des Ponts-de-Comines, la rue Faidherbe, la Grand'Place et la rue Nationale. Elle comportait un terminus intermédiaire place des Reignaux pour des services partiels de renfort.
C'était la plus longue ligne du réseau des tramways de Lille qui atteignait le territoire couvert par l'ancien réseau des tramways de Roubaix-Tourcoing puis celui de Électrique Lille Roubaix Tourcoing (ELRT).
La ligne est supprimée le 15 juillet 1956, la section Flers Moulin Delmar - Roubaix est reprise par une nouvelle ligne d'autobus sous l'indice 21 exploitée par l'Électrique Lille Roubaix Tourcoing (ELRT).